# مک‌اسوین (کالیفرنیا)
مک‌اسوین (به انگلیسی: McSwain) یک منطقهٔ مسکونی در ایالات متحده آمریکا است که در شهرستان مرسد، کالیفرنیا واقع شده‌است. مک‌اسوین ۱۵٫۶۳۹ کیلومتر مربع مساحت و ۴٬۱۷۱ نفر جمعیت دارد و ۴۳٫۸۹ متر بالاتر از سطح دریا واقع شده‌است.